# Orquestra Real do Concertgebouw

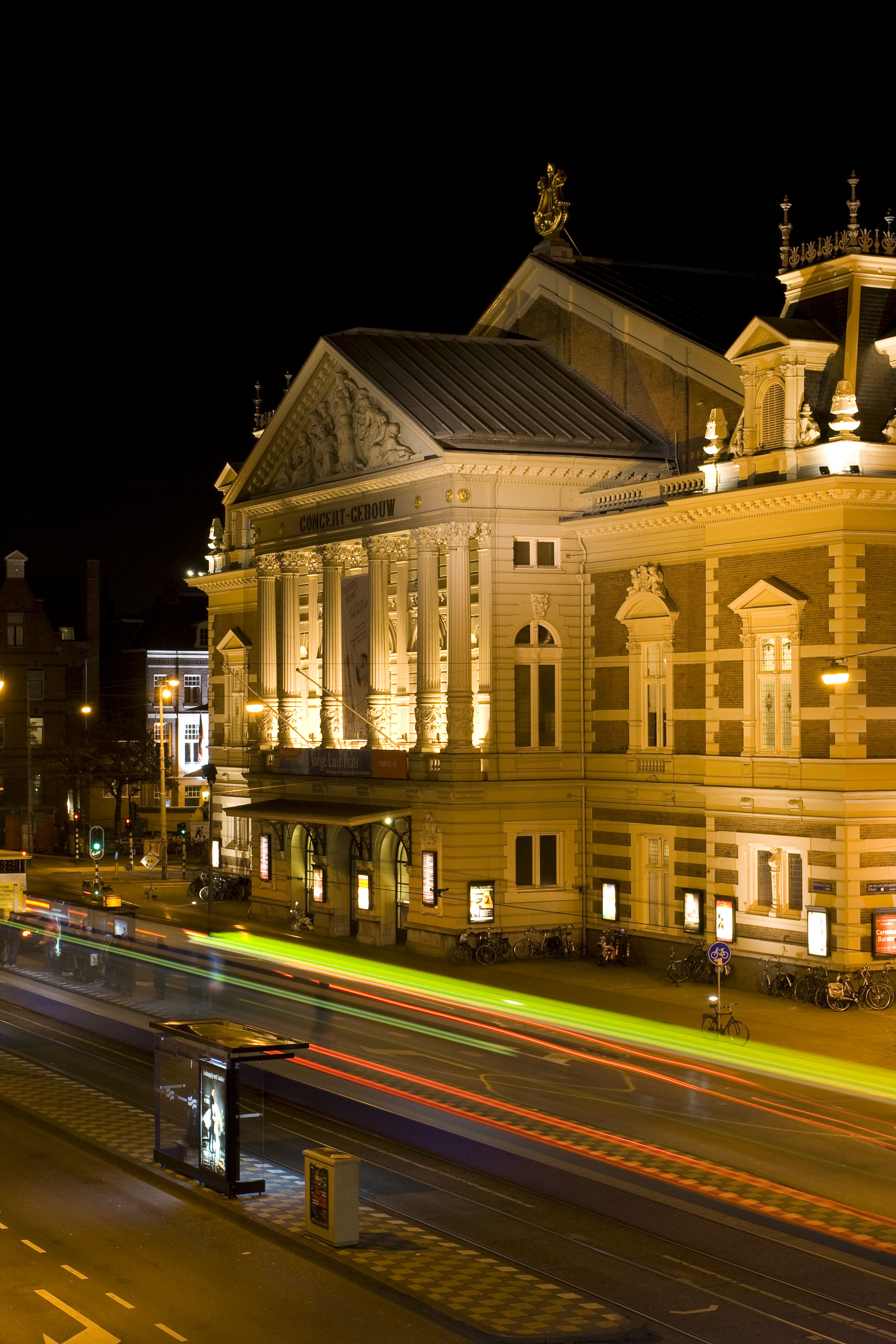
Residência da Orquestra

A Orquestra Real do Concertgebouw (em neerlandês:  Koninklijk Concertgebouworkest) é uma orquestra sinfônica neerlandesa, baseada no Concertgebouw (em português, "sala de concertos") de Amsterdã. Em 1988, a Rainha Beatriz dos Países Baixos conferiu o título de "Real" à orquestra. Em dezembro de 2008, um grupo de críticos, convidados pela revista Gramophone, elegeu a orquestra como a melhor orquestra sinfônica do mundo. 
É uma das orquestras que contribuem com a Ópera Holandesa.

## História
O Concertgebouw foi inaugurado em 11 de abril de 1888. Entretanto, a orquestra não foi fundada juntamente com a sala de concertos. Apresentou seu primeiro concerto apenas em 3 de novembro de 1888, sob a direção do maestro titular dos primeiros sete anos, Willem Kes.

### 1895 - 1945
Em 1895, Willem Mengelberg tornou-se o maestro titular, permanecendo nesse posto por cinquenta anos, o que não é usual para um regente. Ele é geralmente lembrado como o primeiro a elevar a orquestra a um nível significante, internacionalmente, com a participação dos seus contemporâneos Gustav Mahler e Richard Strauss.
Nos primeiros 75 anos, a orquestra passou por uma fase complicada, em relação a maestros. Havia o primeiro maestro (eerste dirigent), que ajudava o maestro titular com o programa, e o segundo maestro (tweede dirigent), que apenas concentia com o primeiro. Durante o período de Mengelberg, passaram pela orquestra, como primeiros maestros: Karl Muck (1921-1925), Pierre Monteux (1924-1934), Bruno Walter (1934-1939) e Eugen Jochum (1941-1943). Como segundo maestro, passaram entre outros: Cornelis Dopper, Evert Cornelis e Eduard van Beinum.
Em 1945, por causa da controvérsia sob a relação da orquestra com o Nazismo, durante a ocupação dos Países Baixos, Mengelberg foi removido da orquestra e banido como maestro. A proibição foi imposta, inicialmente, para o resto de sua vida, mas com a apelação, foi reduzido para seis anos, mas Mengelberg morreu em 1951, pouco antes do final de sua sentença, portanto, nunca regendo a orquestra.

### 1945 - 1985
De 1945 até 1959, o maestro principal da orquestra foi Eduard van Beinum, que estreou na orquestra em 1929. Ele foi nomeado segundo maestro em 1931 e co-primeiro maestro em 1938. Uma de suas especialidades eram as sinfonias de Anton Bruckner. Ele serviu como maestro principal após a Segunda Guerra Mundial até sua morte súbita no podium do Concertgebouw, por um ataque cardíaco fatal, em abril de 1959.
No dia 7 de Novembro de 1956, o maestro Bernard Haitink fez sua estreia com a orquestra. Após a morte de van Beinum, Haitink tornou-se o primeiro maestro, em Setembro de 1959. De 1961 até 1963, Haitink e Eugen Jochum compartilharam o posto de maestro chefe da orquestra. Haitink tornou-se o único maestro chefe em 1963 e serviu nesse posto até 1988. No período de Haitink, o sistema da orquestra tornou-se mais simplificado, tendo apenas um maestro e seu assistente. Maestros que serviram nesse cargo incluem Edo de Waart e Hans Vonk. Haitink ameaçou renunciar em protesto, e por causa da situação financeira, ele acabou saindo da orquestra. Em 1999, Haitink foi nomeado Maestro Laureado.

### Desde 1985
Riccardo Chailly fez sua estreia com a orquestra em 1985 e foi eleito como sucessor de Haitink. Foi o primeiro não-holandês a ocupar esse posto, servindo de 1988 a 2004. Suas gravações com a orquestra incluem o ciclo sinfônico completo de Gustav Mahler e Johannes Brahms, e algumas sinfonias de Anton Bruckner. Gravou também obras de Dmitri Shostakovich, Paul Hindemith, Igor Stravinsky, Olivier Messiaen e Edgard Varèse. Após sua retirada da orquestra, foi nomeado Maestro Emerito.
O maestro letão Mariss Jansons fez sua estreia com a orquestra em 1988 e foi eleito maestro chefe dia 22 de Outubro de 2002. Seu trabalho começou oficialmente dia 1 de Setembro de 2004, com um contrato inicial de três anos.

## Caráter
A orquestra sempre teve uma relação com Gustav Mahler e apresentou suas sinfonias. Outros maestros notáveis que trabalharam junto da orquestra foram George Szell e Kiril Kondrashin, que foi o maestro convidado permanente de 1978 até 1981. Mais recentemente, Nikolaus Harnoncourt foi nomeado o Maestro Convidado Honorário, em 2000.
Outro fato marcante, é que a orquestra teve apenas seis maestros principais, diferente de outras orquestras de mesmo calibre. A orquestra está chegando as mil gravações, o que lhe dá mais crédito como a melhor orquestra do mundo, servindo também para produções da Ópera Holandesa.

## Membros notáveis
- Concertmasters: Steven Staryk (1960 - 1962), Herman Krebbers (1962 - 1979), Jaap van Zweden (1979 - 1995), Rudolf Koelman (1996 - 1999).
- Violoncelistas: Gérard Hekking (1903-1914), Anner Bylsma (1962-1968)
- Oboístas: Han de Vries (1963-1970), Edo de Waart (1963-1964)
- Baixistas: Thom de Klerk (1935-1966)
- Trombonistas: Jörgen van Rijen (1997-2015)
- Tubistas: Roger Bobo (1962-1964)

## Maestros
- 1888-1895 Willem Kes
- 1895-1945 Willem Mengelberg
- 1945-1959 Eduard van Beinum
- 1961-1963 Bernard Haitink e Eugen Jochum
- 1963-1988 Bernard Haitink
- 1988-2004 Riccardo Chailly
- 2004-2015 Mariss Jansons
- 2016- Daniele Gatti